# LGV Bologne - Florence

Le réseau actuel et prévu de lignes à grande vitesse en Italie

La LGV Bologne - Florence est une ligne à grande vitesse italienne mise en service le 16 décembre 2009. Elle est parcourue par des trains ETR 500 et ETR 1000 Frecciarossa à grande vitesse.
Elle s'intègre dans une suite de lignes à grande vitesse reliant Naples à Turin.
Elle mesure 78,5 km de long dont 73,8 km de tunnels.

## Histoire
En 1991, TAV Spa, filiale des FS - Chemins de fer Italiens pour la grande vitesse, signe un contrat avec le groupement CAVET, dont FIAT Group était le chef de file, pour la conception, les études d'exécution et la réalisation de la ligne AV/AC Bologne-Florence.  
L'Italie a voulu se doter tardivement de lignes à grande vitesse spécifiques. Le pays a très longtemps misé sur les fameux trains pendulaires Pendolino de Fiat Ferroviaria, dont la première rame date de 1978. Le projet de construction de plus de 1 500 km de lignes nouvelles dans des délais très courts et avec un budget incompressible rendait la solution des appels d'offres publics traditionnels impossible d'où la décision de se lancer dans un project financing avec des majors industriels, prêts à assurer la réalisation complète des lignes confiées. C'est ce qui explique les Groupements de construction des lignes AV/AC italiennes. 
L'État italien a retenu parmi les nombreux candidats, les trois qui présentaient le maximum de garanties au niveau technique (tous les trois avaient des filiales dans le domaine de la construction ferroviaire), d'organisation sur des grands projets et garanties financières suffisantes pour assurer les fonctions de General Contractor. Ce furent : IRI, ENI et FIAT Group.

## Les ouvrages d'art
Parmi les ouvrages d'art de la ligne on trouve :
- le tunnel de Vaglia, 16,752 km de long ;
- le tunnel de Firenzuola, 15,211 km de long ;
- le tunnel de Raticosa, 10,363 km de long ;
- le tunnel de Pianoro, 10,760 km de long ;
- le tunnel de Monte Bibele, 9,101 km de long ;
- le viaduct Sieve, 641 m de long.